# بينغ ديفين
بينغ ديفين (بالإنجليزية: Bing Devine)‏ هو مدرب كرة القاعدة ‏ أمريكي، ولد في 1 مارس 1916، وتوفي في 27 يناير 2007.

## وصلات خارجية
- بينغ ديفين على موقعبيزبول رفرنس.كوم (الدوري الثانوي) (الإنجليزية)
- بينغ ديفين على موقع جمعية أبحاث البيسبول الأمريكية (الإنجليزية)